# 折木川橋
E6
折木川橋（おりきがわばし）は、福島県双葉郡広野町にある道路橋である。

## 概要
上り
- 全長：721.0m[1]
  - 主径間：64.7m[1]
- 幅員：9.8m[1]
- 形式：12径間鋼連続PC床版2主鈑桁橋[1]
- 施工：トピー工業[1]
- 竣工：2001年[1]

下り
- 全長：711.5m[2]
  - 主径間：64.5m[2]
- 幅員：9.76m[2]
- 形式：12径間鋼連続非合成2主鈑桁橋[2]
- 施工：瀧上工業[2]
- 竣工：2020年[2]

広野町折木字舘から字高倉に至る。常磐自動車道いわき四倉インターチェンジ～広野インターチェンジ間を通し、二級水系折木川と支流の広野川、および折木川に並行する福島県道246号折木筒木原久之浜線を渡る。全長は上り線側が721.0mであり、福島県内の道路橋梁の中で9番目に長い。常磐自動車道延伸開通時に現在の上り線側が暫定2車線で開通し、後の4車線化により下り線側が供用された。橋脚は最大48mの高さがあり、日本道路公団と大林組で共同開発した鋼管・コンクリ―ト複合構造橋脚を採用し、細身の形状ながら通常の橋脚と同様の性能を保持している。上部工は県道跨道橋部がトラッククレーンベント工法であるほかは送出し架設工法が採用されており、上り線建設時は片側の橋台からの送り出しであったが、下り線は供用開始予定までの時間が短かったため両側の橋台から送り出すことで工期短縮が図られた。同様に床版工も工期短縮のため場所打ちPC床版からプレキャストPC床版へ変更された。

## 沿革
- 2002年3月23日 - いわき四倉インターチェンジ - 広野インターチェンジ間の開通に伴い現在の上り線が暫定2車線で供用が開始される。
- 2016年6月8日 - 当該区間の4車線化工事の事業許可が国土交通省より与えられる。
- 2021年6月13日 - いわき四倉インターチェンジ - 広野インターチェンジ間の4車線化に伴い現在の下り線の供用が開始される。

## 周辺
- 成徳寺
- 折木観音堂
- 高倉城跡